# Clémentine av Orléans

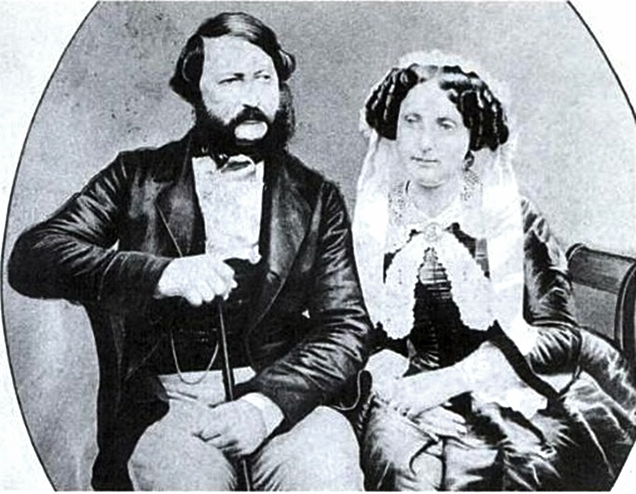
prins August av Sachsen-Coburg med makan Clémentine, ca 1855

Clémentine av Orléans (Marie Clémentine Léopoldine Caroline Clotilde), född 3 juni 1817 i Neuilly-sur-Seine , död 16 februari 1907 i Wien, dotter till kung Ludvig Filip I av Frankrike och Maria Amalia av Bägge Sicilierna. Gift 20 april 1843 på Château de Saint-Cloud med prins August Ludwig av Sachsen-Coburg-Gotha (1818–1881) och mor till tsar Ferdinand av Bulgarien.

## Biografi
Det uppstod rykten 1836 att hon skulle giftas bort med kung Ferdinand II av Bägge Sicilierna, men det visade sig inte stämma, och hon blev i stället gift med August av Sachsen-Coburg-Gotha, en mycket förmögen man, som inte hade någon tron men många värdefulla kontakter med Europas dynastier. Maken var officer vid österrikiska armén, men tjänstgjorde efter giftermålet i franska armén. Efter revolutionen 1848 tvingades paret lämna Frankrike, och maken tjänstgjorde sedan återigen i österrikiska armén, med familjen bosatt i det s.k. Palais Coburg i Wien, medan Clementine bestred Napoleon III:s konfiskation av hennes egendom genom insändare i franska tidningar.
Clementine beskrivs som en av Europas mest politiskt begåvade kungliga kvinnor, med en god inblick i samtida politik; hon var extremt ambitiös och ägnade sig med tiden åt att uppfostra sin yngste son Ferdinand till att bli monark - oavsett i vilket land. Då en monark skulle utses till den nygrundade bulgariska tronen 1886–1887 lyckades hon också genom sin diplomatiska förmåga få honom vald till furste av Bulgarien.
Hon åtföljde Ferdinand till Bulgarien, där hon gjorde honom populär genom en mängd generösa donationer och projekt; hon grundade föregångaren bulgariska röda korset, en skola för blinda, lät uppföra ett sjukhus och finansierade anslutningen av Bulgarien till det europeiska järnvägsnätet.
Hon beskrivs som arrogant och högfärdig men införde en viss förfining i den bulgariska aristokratins matskick utan att såra någons stolthet, och var till sin död intresserad av det senaste modet. Ferdinand sände henne även som diplomatiskt sändebud till de europeiska hoven. 
En konflikt uppstod då Ferdinand 1896 lät döpa sin son ortodoxt, men reparerades då hon fick se honom välkomnad som ett statsöverhuvud vid ett besök i Frankrike samma år. Hon övervakade också sina barnbarns uppfostran efter svärdotterns död 1899 och skötte nödhjälpen efter Ilinden–Preobrazhenie-upproret 1903.
Under sina sista år generade hon sin omgivning genom att föra sina konversationer mycket högljutt, då hon på grund av försämrad hörsel använde sig av en örontrumpet.

## Barn
- Ferdinand Philipp av Sachsen-Coburg-Gotha (1844–1921), gift med Louise av Belgien (1858–1924) (skilda 1906)
- Ludwig August av Sachsen-Coburg-Gotha (1845–1907), gift med Leopoldina av Brasilien (1847–1871)
- Clotilde av Sachsen-Coburg-Gotha (1846–1927) , gift med ärkehertig Josef Karl av Österrike (1833–1905)
- Amalie av Sachsen-Coburg-Gotha (1848–1894) , gift med Maximilian Emanuel, hertig i Bayern (1849–1893)
- Ferdinand I av Bulgarien (1861–1948)